# Bydżni
Bydżni – wieś w Armenii, w prowincji Kotajk. W 2011 roku liczyła 2547 mieszkańców.